# Walenty Maciej Tomaszewski
Walenty Maciej Tomaszewski herbu Bończa (ur. 14 lutego 1781 w Łęczycy, zm. 18 stycznia 1851 tamże) – duchowny katolicki, święcenia kapłańskie przyjął 1804, w dniu 21 listopada 1836 ustanowiony biskupem kujawsko-kaliskim, konsekrowany 15 stycznia 1837.